# USS Mount Olympus (AGC-8)
USS Mount Olympus (AGC-8) – amerykański okręt dowodzenia typu Mount McKinley. Brał udział w działaniach II wojny światowej. Odznaczony dwiema battle star.
Stępkę jednostki położono 3 sierpnia 1943 roku w stoczni North Carolina Shipbuilding Co. w Wilmington na podstawie kontraktu z Maritime Commission jako statku typu C2-S-AJ1. Otrzymał nazwę SS Eclipse. Został zwodowany 3 października 1943 roku. Został przemianowany na „Mount Olympus” 27 grudnia 1943 roku. Już po przebudowie na okręt dowodzenia wcielono go do służby 4 maja 1944 roku. 
W czasie II wojny światowej był przydzielony na Pacyfik. Uczestniczył w lądowaniu w Leyte (20-26 października 1944 roku) i Zatoce Lingayen (9-11 stycznia 1945 roku).
Po II wojnie światowej najpierw był przydzielony do sił okupujących Japonię i na wody chińskie, Był okrętem dowodzenia w operacji Highjump. W kolejnych latach przeszedł na Atlantyk i Morze Śródziemne.
Wycofany ze służby 4 kwietnia 1956 roku. Skreślony z listy jednostek floty 1 czerwca 1961 roku. Przekazany do Maritime Administration w czerwcu 1966 roku i pozostawał w jej flocie rezerwowej w Suisun Bay. Zezłomowany w 1973 roku.